# Fort rozproszony
Fort rozproszony – fort złożony z instalacji obronnych (baterie artyleryjskie, stanowiska broni maszynowej) rozmieszczonych na dużym obszarze. Takie rozproszenie miało mu zapewnić zwiększoną "przeżywalność" w przypadku ostrzału nieprzyjaciela. Całość dzieła otoczona była fosą bronioną przez kaponiery i zapory (sieci) drutowe.